# Rio Mina (Indonésia)

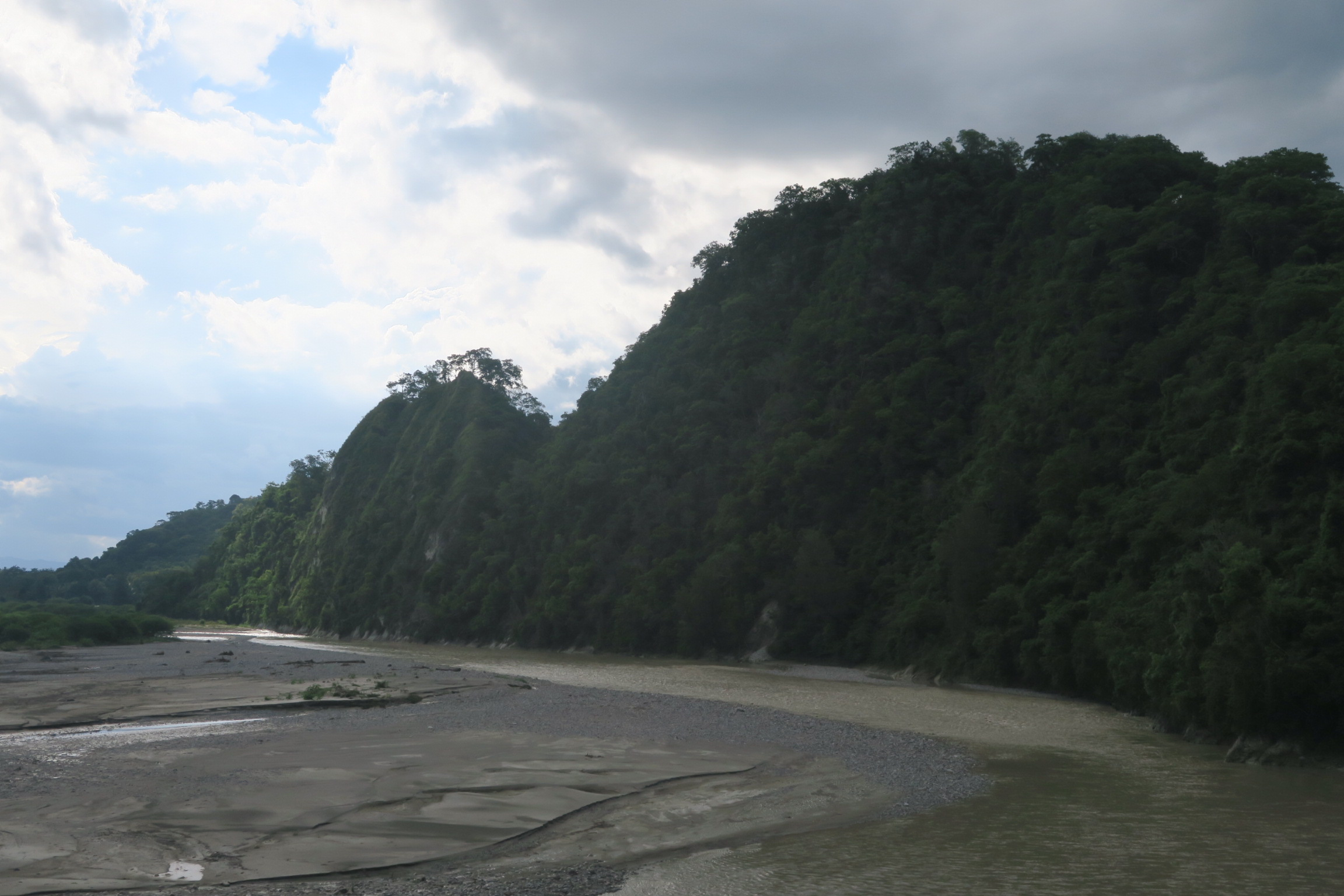

O Rio Mina é um rio de Timor, Indonésia.